# Kucsmás fecske
A kucsmás fecske (Cecropis semirufa) a verébalakúak (Passeriformes) rendjébe, ezen belül a fecskefélék (Hirundinidae) családjába és a Cecropis nembe tartozó faj.

## Rendszerezése
A fajt Carl Jakob Sundevall svéd zoológus írta le 1850-ben, a Hirundo nembe Hirundo semirufa néven.

## Alfajai
- Cecropis semirufa gordoni (Jardine, 1852) – Szenegáltól és Sierra Leonétől nyugatra dél-Szudánig és Ruandáig, délre észak-Angoláig és közép-Kongói Demokratikus Köztársaságig;
- Cecropis semirufa semirufa (Sundevall, 1850) – délnyugat- közép és kelet-Angolától és dél-Kongói Demokratikus Köztársaságtól Zambiától és Malawitól észak-Namíbiáig, észak- és kelet-Botswanáig, északkelet-Dél-afrikai Köztársaságig és Szváziföldig.

## Előfordulása
Afrika Szaharától délre eső száraz füves területein él, csak az Egyenlítőhöz közeli, kevésbé sivatagos részeken állandó, a fészkelést követően északról és délről erre a vidékre költözik.

## Megjelenése
Testhossza 24 centiméter, testtömege 25–40 gramm.

## Életmódja
Rovarokkal táplálkozik.

## Szaporodása
A költési ideje az esős évszakra korlátozódik. A fészekalj általában három tojásból áll.
|  |

## További információ
- Képek az interneten a fajról